# 伊藤優希 (野球)
伊藤 優希（いとう ゆうき、1996年8月31日 - ）は、北海道苫小牧市出身の元プロ野球選手（外野手）。

## 経歴
苫小牧市立苫小牧東中学校時代には硬式野球の苫小牧クラブに所属。中学3年時には第14回 IBAF 16U 世界選手権の日本代表に選出された。
進学した駒澤大学附属苫小牧高等学校では2014年春の選抜大会に出場。2試合で7打数4安打、3盗塁とチームを牽引した。また、U18日本代表の1次候補にも選出された。
高校卒業後は東都大学野球所属の亜細亜大学に進学し、1年春より公式戦に出場した。
大学卒業後は地元の社会人野球チームの北海道ガスに入社。しかし、度重なるけがで目立った活躍ができず、社会人2年目は、突発的な吐き気や激しいめまいなどが頻発し、日常生活もままならない状況に陥り、1か月で体重が10kgも落ちたこともあった。
体調不良に悩まされ、野球を辞めようと思ったものの、父の言葉で奮起し、NPB入りを目指す。2020年11月に独立リーグBCリーグのトライアウトを受験し、四国アイランドリーグplusの徳島インディゴソックスから特別合格を得た。その後の交渉で入団契約の合意に達したことが発表された。
2021年シーズンは1年目ながらチームの副主将を務めた。しかし、春先の肉離れの影響もあって納得のいく成績を残せず、10月15日、任意引退により徳島を退団することが発表された。
高校と大学の先輩でもあるクラブチーム・TRANSYS監督の本間篤史からの誘いを受け、2022年2月末に帰郷。千歳市で働きながら同チームでプレーを継続している。2023年はチームの主将を務める。
2025年2月6日、学生野球資格回復研修受講に伴い、同資格を回復した。

## 選手としての特徴・人物
50m5秒8の俊足を生かした打撃と守備範囲が持ち味の強肩外野手。
両親ともに駒大苫小牧高出身の元スピードスケート選手。父・伊藤真介は1988年カルガリーオリンピック特別強化選手で、駒大苫小牧高スピードスケート部の監督を務めた。母・東藤美由起は1987年の世界スプリント日本代表選手。

## 詳細情報

### 独立リーグでの打撃成績
| 年 度     | 球 団     | 試 合 | 打 席 | 打 数 | 得 点 | 安 打 | 二 塁 打 | 三 塁 打 | 本 塁 打 | 塁 打 | 打 点 | 盗 塁 | 盗 塁 死 | 犠 打 | 犠 飛 | 四 球 | 敬 遠 | 死 球 | 三 振 | 併 殺 打 | 打 率 | 出 塁 率 | 長 打 率 | O P S |
| --------- | --------- | ----- | ----- | ----- | ----- | ----- | -------- | -------- | -------- | ----- | ----- | ----- | -------- | ----- | ----- | ----- | ----- | ----- | ----- | -------- | ----- | -------- | -------- | ----- |
| 2021      | 徳島      | 48    | 110   | 86    | 14    | 14    | 1        | 3        | 0        | 21    | 7     | 6     | 2        | 2     | 1     | 14    | -     | 7     | 20    | 0        | .163  | .324     | .244     | .568  |
| 通算：1年 | 通算：1年 | 48    | 110   | 86    | 14    | 14    | 1        | 3        | 0        | 21    | 7     | 6     | 2        | 2     | 1     | 14    | -     | 7     | 20    | 0        | .163  | .324     | .244     | .568  |

- 2021年度シーズン終了時

### 背番号
- 8 （2021年）